# Студенковићи
Студенковићи су насељено мјесто у општини Источни Стари Град, Република Српска, БиХ. Према попису становништва из 1991. у насељу је живјело 16 становника.

## Становништво
Према попису становништва из 1991. године, мјесто је имало 16 становника.
| Демографија | Демографија | Демографија |
| Година      | Становника  | Становника  |
| ----------- | ----------- | ----------- |
| 1961.       | 66          |             |
| 1971.       | 14          |             |
| 1981.       | 15          |             |
| 1991.       | 16          |             |